# Sixten Rogeby

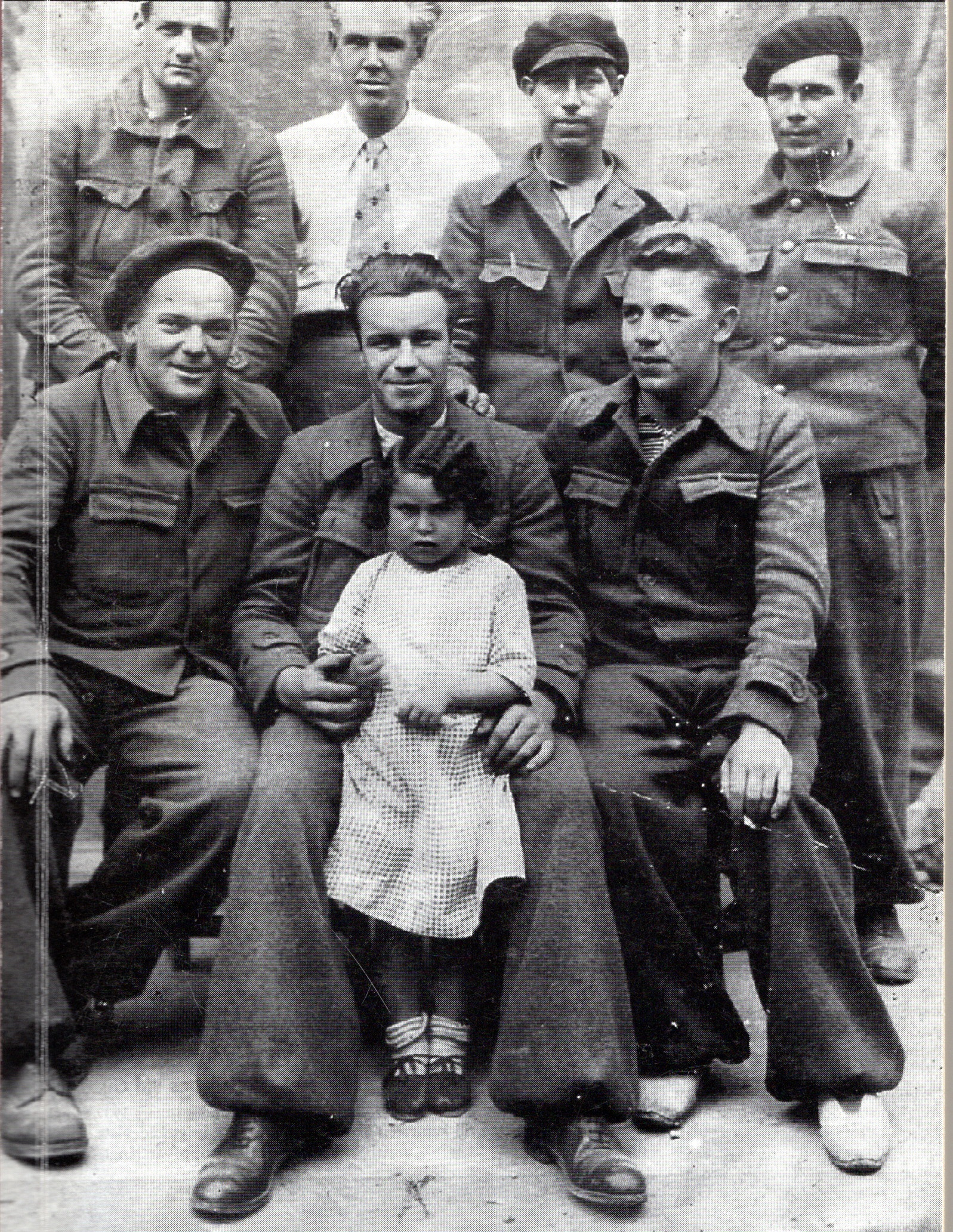
Sixten Rogeby (främre raden, mitten) i Spanien ca 1938.

Olle Sixten Isidor Rogeby, född Olsson, den 7 augusti 1910 i Vollsjö, död den 12 december 1976 i Stockholm, var en svensk politiker (kommunist), journalist och författare. 

## Biografi
Rogeby föddes i Vollsjö i Skåne, men flyttade tidigt till Karlstad. Han skickades av fadern tillsammans med en bror till skeppsgossekåren. Från sexton års ålder arbetade han inom Flottan, först i Marstrand, senare på Skeppsholmen. Rogeby gick 1930 med i Sveriges kommunistiska parti och på nyårsdagen 1937 lämnade han Sverige för att strida på den republikanska sidan i det spanska inbördeskriget med den Internationella brigaden. Då den upplöstes förvandlade han sig till spanjor och blev löjtnant i republikens armé. Han lämnade Spanien först efter Francos seger. 
Efter hemkomsten gifte han sig med Ragna Andersson. I samband med giftermålet beslöt Sixten, som hette Olsson i efternamn, och Ragna att byta namn till Rogeby. Efter Tysklands angrepp på Danmark och Norge i april 1940 internerades han på Bercut, ett logementsfartyg för flottan utanför Dalarö där mellan 30 och 40 värnpliktiga tjänstgjorde och på hjälpfartyget Vesterbotten, som kompletterade Bercut. De var utrangerade fartyg ur flottan, som låg långt ut från Stockholm, men på svenskt vatten. De internerade bar flottans uniformer men var helt obeväpnade i likhet med de internerade i Öxnered och Storsien.
Efter spanska inbördeskriget blev Rogeby journalist på Ny Dag, bland annat som tidningens korrespondent i Moskva 1947–1949. Han har skrivit böckerna De stupade för Spaniens demokrati och Det är bara början. 1938, strax efter återkomsten till Sverige, skrev Rogeby boken Spanska frontminnen, utgiven av Arbetarkulturs Förlag.
Tillsammans med Ragna Rogeby skrev och redigerade Sixten De stupade för Spaniens demokrati (Arbetarkultur 1977). I boken porträtteras 66 av dessa och innehåller också en förteckning över 60 saknade.